# West Mifflin
West Mifflin és una població dels Estats Units a l'estat de Pennsilvània. Segons el cens del 2000 tenia 22.464 habitants.

## Demografia
Segons el cens del 2000, West Mifflin tenia 22.464 habitants, 9.509 habitatges, i 6.475 famílies. La densitat de població era de 612,5 habitants/km².
Dels 9.509 habitatges en un 26,8% hi vivien nens de menys de 18 anys, en un 50,6% hi vivien parelles casades, en un 13,7% dones solteres, i en un 31,9% no eren unitats familiars. En el 29% dels habitatges hi vivien persones soles el 15,3% de les quals corresponia a persones de 65 anys o més que vivien soles. El nombre mitjà de persones vivint en cada habitatge era de 2,35 i el nombre mitjà de persones que vivien en cada família era de 2,89.
Per edats la població es repartia de la següent manera: un 21,5% tenia menys de 18 anys, un 6,9% entre 18 i 24, un 26,2% entre 25 i 44, un 23,8% de 45 a 60 i un 21,6% 65 anys o més.
L'edat mediana era de 42 anys. Per cada 100 dones de 18 o més anys hi havia 84,3 homes.
La renda mediana per habitatge era de 36.130 $ i la renda mediana per família de 46.192 $. Els homes tenien una renda mediana de 36.984 $ mentre que les dones 26.529 $. La renda per capita de la població era de 18.140 $. Entorn del 8,8% de les famílies i el 10,2% de la població estaven per davall del llindar de pobresa.

## Poblacions més properes
El següent diagrama mostra les poblacions més properes.